# Цигантес, Христодулос
Христо́дулос Цига́нтес (греч. Χριστόδουλος Τσιγάντες; 30 января 1897, Тулча, Румыния — 12 октября 1970, Лондон) — известный греческий и французский офицер, участник Первой мировой войны, Малоазийского похода греческой армии и Второй мировой войны.
Прах генерал-майора Христодулоса Цигантеса захоронен на Марсовом поле в Афинах, в основании памятника подразделению спецназа, которым он командовал.

## Биография
Христодулос Цигантес родился в городе Тулча (Румыния), в семье выходцев с греческого острова Кефалиния Герасима Свороноса-Цигантеса и Евгении Антипа.
Генерал-лейтенант С.Фотопулос, в своей работе о Христодуле Цигантесе, опровергает расхожее мнение о том, что он был близнецом Иоанниса Цигантеса.
Согласно Фотопулосу, Христодулос родился 30 января 1897 года, а его брат, Цигантес, Иоаннис, 1 декабря того же года.
К концу первого десятилетия 20-го века, тяжёлая болезнь вынудила Герасима Цигантеса с семьёй вернуться на свой остров, где, вскоре после своего возвращения, он умер.
После смерти отца, старший сын, Христодулос, был послан к тёте в Константинополь, где закончил своё начальное образование и поступил в греческую «Великую школу Нации».
Второй сын, Иоаннис, окончив гимназию, поступил в Афинский университет, на факультет химии (1914 или 1915).
Старший, Христодулос, по завершении учёбы в «Великой школе Нации», в возрасте 16 лет, вернулся в Грецию, поставив себе целью стать офицером.

## Военное училище
Христодулос сдал экзамены на академический курс 1913/1914 и поступил в Военное училище эвэлпидов 1 февраля 1914 года. Первоначальный курс обучения предполагался в четыре года, но по военно-политическим причинам, связанными с началом Первой мировой войны, был сокращён законом 344 / 31 октября 1914 года до двух (2) лет (1914—1916).
Курсант Цигантес, также как и его сокурсники, учился до 12 сентября 1915 года, когда, по приказу Военного министерства, был временно зачислен в армию прапорщиком, по причине объявленной мобилизации и был послан в город Лариса. Здесь он прослужил до 20 января 1916 года, получив, между тем, с 16 ноября 1915 года, звание младшего лейтенанта. 21 января все курсанты-младшие лейтенанты были возвращены в училище «для продолжения учёбы».

## Македонский фронт 1916—1918
Движение «Национальная Оборона» разразилось 16 августа 1916 года, одновременно в македонской столице, городе Фессалоники, и городе Эдесса. Первый батальон «Обороны» был сформирован в начале сентября под командованием капитана Н.Григориадиса. 9 сентября, по приказу комитета Национальной обороны, батальон отправился на фронт, где в период 15 сентября — 24 ноября принял участие в боях против болгарской армии, сначала в составе французской бригады на реке Стримонас, которая в свою очередь находилась в подчинении британского ΧVΙ корпуса армии, а затем в составе 82-й греческой бригады.
19-летний Цигантес, имевший уже звание младшего лейтенанта, следуя своим либеральным идеям и считая, что политическая позиция, подавшего в отставку, премьера министра Венизелоса, о необходимости участия Греции в войне, является единственной верной, покинул училище, вместе с 15 своими товарищами. Курсанты прибыли в Фессалоники, где примкнули к «Обороне». Свою идеологическую позиция и верность партии «венизелистов», или «республиканцев», Цигантес сохранит до конца своей жизни. Эта позиция решительно повлияет на все его последующие решения и действия.
Цигантес предстал перед командиром Первого батальона «Обороны» 14 сентября, то есть за день до прибытия батальона на передовую, и был сразу назначен командиром взвода в 1-ю роту. С этого дня начинается «впечатляющая», как пишет генерал Фотопулос, военная деятельность молодого офицера на Македонском фронте, где он принял участие:
- С Первым батальоном «Обороны»: в непрерывных атаках союзников на правом берегу реки Стримон (28 октября — 14 ноября 1916) и кровавом бою при Тумбица-Врехандли (22-24 ноября 1916), где Цигантес был дважды ранен.
- С 2-м Серрским полком (в который был включён Первый батальон): в операциях союзников западнее реки Аксиос (16 декабря 1916-30 июня 1917) и кровавой атаке против болгарской оборонительной позиции Скра-ди-Леген (17 мая 1918).
- С 3-й пехотной дивизией (в качестве помощника комдива) — в наступлении союзников на север, до сербского города Пирот (4 сентября 1918 — 8 ноября 1918).

Между тем, 13 декабря 1917 года Цигантес получил звание лейтенанта.
Отличное знание французского языка сделало его незаменимым связным греческих штабов с французскими частями. В этот период он познакомился со многими французскими офицерами, с некоторыми из которых он будет сотрудничать в годы Второй мировой войны.
После перемирия 29 октября 1918 года, 3-я пехотная дивизия вернулась из Пирота в регион Лангадаса (декабрь 1918 — январь 1919), где Цигантес продолжал служить в качестве штабиста-помощника комдива.

## Украинский поход
Через год после начала русской революции, в ноябре 1918 года, Антанта приняла решение задействовать греческие войска в интервенции союзников на юге России (Украина — Бессарабия).
Первый корпус греческой армии (Ι, ΙΙ и ΧΙΙΙ дивизии) были дислоцированы для посадки на корабли в порты Восточной Македонии.
После отправки ΙΙ и ΧΙΙΙ дивизий в порты Украины, они постепенно вовлекались в операции союзников против Красной армии (см. Украинский поход греческой армии).
В феврале 1919 года Цигантес был прикреплён к штабу Ι-й дивизии, которая в свою очередь ожидала в порту Кавала (город) отправки на Украину.
Между тем, межсоюзнические антагонизмы на территории капитулировавшей Османской империи и претензии Италии на регион Смирны привели 2 мая 1919 года к решению Антанты срочно послать греческие части для занятия Смирны и региона вокруг неё.
Цигантес был отправлен на юг России с другой частью (вероятно с 34-м пехотным полком). Цигантесу было поручено специальное задание в Румынии, согласно приказу Военного министерства от 5 марта, согласованного с Министерством иностранных дел. Выполнение этого задания заняло более месяца (6 марта-14 апреля), после чего и в ожидании Ι-й дивизии, Цигантес появился в штабе 1-го Корпуса армии, прослужив здесь до июля, и получив звание капитана ещё с 27 апреля, после завершения своей румынской миссии.
Между тем, Первый корпус, после Украины, был переброшен морем в Смирну, приняв в июне командование всех греческих сил находившихся в Малой Азии.

## Малоазийский поход
В июле 1919 года Цигантес, прибывший в Малую Азию с «Первым корпусом», был командирован в «Дивизию Архипелага», адъютантом комдива, полковника Х.Церулиса. С «Дивизией Архипелага» он принял участие в наступательных операциях (24 июня-28 октября 1919), с целью расширения зоны ответственности дивизии (бои у Айдына, Пергама, Сома и Кыркагача).
В ноябре, Цигантес принял командование батальоном гарнизона Смирны На этом посту он оставался до февраля 1920 года, когда в Смирне было создано 1-е Управление Генштаба греческой армии. Цигантес был определён в 3-е Бюро Штаба операций, как помощник-связной начальника штаба. Однако сразу после начала наступления греческой армии на восток (весна 1920 года), Цигантес не ограничился обязанностями штабиста-связного, но отправился на передовую в качестве полевого офицера, где и отличился. Об этом шаге капитана Цигантеса, начальник штаба, полковник Пангалос, Теодорос позже напишет: «. Служа с успехом в штабах, в качестве штабиста и связного, с началом операций, охваченный энтузиазмом и в силу своего природного мужества, он не ограничился исполнением своих обязанностей штабиста, но последовал на передовую, где сражался в качестве полевого офицера и был предложен к награде, за мужество».
С теми же обязанностями Цигантес продолжил службу в Генштабе до середины ноября.

## Перелом в политической обстановке
1-го ноября 1920 года в Греции были проведены парламентские выборы. Премьер-министр Венизелос был уверен в победе, но победу одержали монархисты, проведшие предвыборную кампанию под лозунгом «мы вернём наших ребят домой». Новое правительство, которое возглавлял Гунарис, Димитриос, провело референдум, в результате которого, изгнанный в годы Первой мировой войны король Константин I вернулся в Грецию.
Сразу после своей победы, правительство Гунариса отозвалo в действующую армию большое число офицеров монархистов, изгнанных из армии по политическим причинам в период 1917—1920. Но Гунарис не стал проводить масштабной чистки армии от сторонников Венизелоса, поскольку военные операции в Малой Азии продолжались. Таким образом, число демобилизованных офицеров- республиканцев не превысило 400. Но новые соотношения среди офицеров создали напряжённую атмосферу в армии и повлияли на её боеспособность.
Через 15 дней после выборов, Цигантес, как офицер -республиканец, оказался в материковой Греции «в распоряжении» гарнизонов Афин, а затем Триполи (Греция). Двумя месяцами позже (17 января 1921) он женился на, происходившей с острова Итака, но проживавшей в Румынии, Марии Дракули, которая позже родила ему двух мальчиков, Герасима (1924) и Элефтерия (1935).
По другим источникам, Цигантес ушёл в отставку, после чего женился и поселился в Румынии. Но сразу после женитьбы, получив информацию о том, что армия, с марта 1921 года, вела самые тяжёлые бои с момента высадки в Малой Азии в 1919 году, Цигантес вернулся и потребовал своей отправки на фронт.

## Снова на фронте в Малой Азии — 1921 год
В апреле 1921 года, резервист Цигантес, вернувшись на фронт по собственному желанию, был назначен командиром роты 12-го пехотного полка (ΙΙΙ дивизии). С этого момента и на протяжении 5 месяцев, он принял участие во всех наступательных операциях греческой армии в направлении реки Саггариос: при Анегёл, Аладжа-даг, в крупнейшем в ходе войны и победном для греческого оружия сражении при Эскишехире.
В ночь 12/13 августа 1921 года, в ходе сражения за горный массив Сапанджа, 12-й пехотный полк форсировал Саггариос и с хода выбил турок из оборонной линии, проходившей по восточной вершине высоты Гилдиз. Отступив, турки, на протяжении всей ночи, подвергли потерянные позиции непрерывному артобстрелу. Цигантес был одним из тяжело раненных в эту ночь. Был направлен в госпиталь, после чего ему был предоставлен отпуск до 27 октября. Цигантес оставил Малую Азию и её армию во второй (и, как оказалось впоследствии, в последний) раз.
За проявленные профессиональные и духовные качества и военную деятельность на передовой, Цигантес был награждён Золотым крестом за Мужество и, двумя годами позже (1923), Серебряным крестом Ордена Спасителя за свой вклад в малоазийский поход.
В период, когда Х.Цигантес служил во второй раз на малоазийском фронте (апрель — октябрь 1921), в Малой Азии служила добровольно его мать, в качестве медсестры Красного Креста, а его брат Иоаннис, в звании лейтенанта пехоты, был тяжело ранен в марте в кровавом бое при Ковалице.

## Отъезд в Румынию
В период, когда Цигантес находился в госпитале, греческая армия продолжила наступление, но не смогла взять Анкару и в порядке отошла назад за реку Саггариос. Как писал греческий историк Д.Фотиадис, «тактически мы победили, стратегически мы проиграли». Монархистское правительство удвоило подконтрольную ему территорию в Малой Азии, но возможностями для дальнейшего наступления не располагало. Одновременно, не решив вопрос с греческим населением региона, правительство не решалось эвакуировать армию из Малой Азии. Фронт застыл на год.
Политическая и военная ситуация вырисовывавшаяся к осени 1921 года в Греции и в Малой Азии (смена политической ориентации, опасный застой на огромной длины оборонной линии занятой греческой армией, глубокие противоречия между офицерами противоположной политической ориентации), повлияла на решение резервиста и отпускника Цигантеса. Полный горечи, по окончании отпуска, Цигантес уехал к семье, в Румынию. При этом, остаётся неясным его тогдашний статус в армии. В Румынии Цигантес оставался год, занимаясь личными делами.

## После Малоазийской катастрофы
После прорыва фронта, эвакуации экспедиционной армии и последовавшей резни греческого населения Ионии (август-сентябрь 1922), 11 сентября восстали армейские части, эвакуированные на острова Хиос и Лесбос. Антимонархистская «революция 1922 года» одержала бескровную победу по всей стране.
Республиканец Цигантес, после этих драматических событий, в очередной раз оставил семью и отправился в Грецию, с целью принять участие в реорганизации армии. По возвращении (октябрь 1922), был назначен в Военное министерство, в качестве секретаря Следственного комитета «Революции 1922 года», председателем которого был военный министр и, уже, генерал-майор Пангалос, Теодорос.
К концу 1922 года и после кратковременного назначения в Военное училище эвелпидов (16 ноября-30 декабря), Цигантес попросил назначение в приграничную боеспособную Армию (реки) Эврос, которую, в вырисовывавшейся новой войне с турками, Пангалос предназначал для наступления в Восточной Фракии и занятия Константинополя. Так Цигантес последовательно служил в:
— Штабе армии Эвроса (1 января — сентябрь 1923).
— 3-м корпусе армии и в ΧΙ пехотной дивизии (сентябрь 1923 — март 1924).
15 декабря 1923 года Цигантес получил звание майора.
В период 1924—1929, майор Цигантес служил в следующих соединениях и штабах:
— 50-й пехотный полк (Фессалоники), командир батальона (март-декабрь 1924).
— 1-й батальон пограничного прикрытия (Флорина), заместитель командира (январь -июнь 1925).
— греческое посольство в Бухаресте (Румыния), военный атташе (август 1925-сентябрь 1926).
— подготовительное училище унтер-офицеров (Керкира), первоначально директором (октябрь 1926-сентябрь 1927), а затем заместителем директора и начальником академической дирекции (октябрь 1927-август 1929).

## Военная академия
Майор Цигантес успешно сдал вступительные экзамены академического года 1929/1930 в Высшую школы Войны Афин. Чтобы удовлетворить требованию, согласно которому слушатели Высшей школы должны до неё служить в полевом соединении, Цигантес был переведён из школы унтер-офицеров в 10-й пехотный батальон Керкиры, в качестве заместителя командира батальона (1 сентября-17 октября 1929). В конце октября, началась учёба Цигантеса в Школе Войны, и одновременно, будучи слушателем Школы, Цигантес успешно сдал экзамены во французскую École Supérieure de Guerre. По завершении первого курса афинской Школы, Цигантес был назначен в 50-й пехотный полк (Фессалоники), а затем был послан на учёбу во Францию (1930—1932) в École Supérieure de Guerre. Цигантес не только окончил с отличием «École», но получил также диплом политических и экономических наук «Sciences Po». Возвратившись из Парижа, Цигантес был назначен в июне 1932 года в афинскую Школу войны на кафедру истории, где оставался до октября 1933 года).
После чего Цигантес служил:
— В Генштабе, до марта 1934 года.
— В 18-м пехотном батальоне (остров Самос) с 16 марта 1934 по 24 января 1935 года.
— В 22 м пехотном полку (Лесбос) с 25 января 1935 до военного мятежа 1-го марта того же года.
В 1934 году Х.Цигантес получил звание подполковника.

## ЭСО
В марте 1934 года, младшими офицерами армии, в числе которых был брат Христодулоса, Цигантес, Иоаннис, была создана организация ЭСО («Эллиники Стратиотики Органоси» -Греческая военная организация).
Позже к ней примкнули «полковники», включая подполковника Христодулоса Цигантеса.
Несмотря на младшее звание, Иоаннис Цигантес был неоспоримым лидером организации и был известен в кругах ЭСО под именем «Μείζων» (греч. Бо́льший, наиболее значительный):432.
Политическая программа организации была туманной, но своей прямой задачей организация считала разгром врагов Венизелоса и Демократии. Более отдалёнными целями были очистка офицерского корпуса от «необразованных» офицеров и создание современного государства. Некоторые из членов организации вели речь о социализме «не прояснив до конца, что означает этот термин».
В начале 1934 года ЭСО возглавил полковник Сарафис. Посвящение Сарафиса в ЭСО состоялось на офицерской сходке в доме Х.Цигантеса:433.

## Движение 1 марта
Движение 1 марта 1935 года стало поворотом в современной греческой истории. В октябре 1934 года заканчивался президентский срок А.Заимиса. Премьер-министр Цалдарис заявил, что его партия решила избрать Заимиса на второй срок, а военный министр, генерал Кондилис, заявил, что если Заимис не будет избран, то он свергнет существующий режим. Либеральная и другие демократические партии располагали большинством в парламенте и могли утвердить другого президента. Партии и ЭСО согласовали кандидатуру Венизелоса. Согласно плану, в день избрания Венизелоса, генерал Отонеос, командующий 3-м и 4-м корпусов армии, в сопровождении Сарафиса будут находиться в македонском городе Драма, а сам Венизелос на Крите, где его никто не сможет тронуть. Правительство будет вынуждено признать его президентом. Но 19 октября был вновь избран Заимис, вместо ожидаемого избрания Венизелоса, которого предали его соратники.
Последовавшую попытку переворота 1 марта историк Т.Вурнас охарактеризовал «работой английской политики, которая являлась политической провокацией, чтобы дать повод правительству претворить глубокую антидемократическую реформу в армии, дабы она потеряла свой демократический характер и отошла от традиций 1821 года». Правительство и Кондилис знали о готовившемся движении, но не предпринимали действий. 1 марта, Сарафис занял казармы «Макриянниса» в Афинах, а И.Цигантес Военное училище эвэлпидов. Через несколько часов движение в Афинах потерпело неудачу. И.Цигантес покинул училище и был арестован «попивая кофе в пригороде»:439.
Адмирал Деместихас захватил большинство кораблей флота. Но Деместихас направился к Криту, где находился Венизелос, вместо того чтобы направиться к Македонии, где находилось большинство мятежных частей. Это дало возможность Кондилису, сопровождаемому британским атташе, подавить мятеж. Генерал Каменос, с группой офицеров, попросил убежище в Болгарии. В подавлении движения правительству оказали помощь Британия, Франция и Югославия. Герозисис пишет, что движение было организовано чтобы потерпеть поражение и обеспечить следующие 2 цели: во первых Возвращение монархии, поскольку неудавшийся переворот давал возможность очистить армию от офицеров республиканцев, составлявших большинство; во вторых закрепить, подписанный в феврале 1934 года, Балканский пакт:441.
Герозисис пишет с уверенностью, что движение было саботировано и предано изнутри и что в ЭСО существовало хорошо организованное ядро английской Secret Intelligence Service:442.
Ф. Григориадис идёт дальше: « закрепилось мнение, что сами лидеры саботировали это движение. По приказу англичан, и обеспечивая английские планы неудачей движения. Многие из лидеров движения будут тесно связаны с англичанами во время будущей войны и в оккупацию. Его действительный лидер, „Μείζων“ — Иоаннис Цигантес, окажется высокопоставленным лицом в Intelligence Service. На одном уровне в иерархии тёмной британской службы с Крисом Вудхаузом (Montague Woodhouse, 5th Baron Terrington), который руководил британской миссией в греческих горах. Встаёт абсолютно оправданный вопрос — с какого момента он служил Intelligence Service чтобы подняться так высоко ? Вероятно до 1935 года»:441.

## После мятежа
Результатом поражения стало изгнание офицеров-республиканцев из армии. Чрезвычайным Трибуналом были осуждены к пожизненному заключению, за Государственную измену, 31 марта 1935 года, И. Цигантес, вместе со своим братом подполковником Христодулосом Цигантесом, полковником Сарафисом и подполковником Стефанакосом.
Майор Воланис, генералы М. Кимисис и 78-летний Анастасиос Папулас были расстреляны. Генералы перед расстрелом выкрикивали «За Республику». Расстрел Папуласа рассматривается исследователем Г. Караяннисом как месть монархистов за «Расстрел шести» в 1922 году.
1500 офицеров были удалены из армии, из которых 1350 пошли под трибунал:448.
С восстановлением монархии братья Цигантесы были амнистированы, без возвращения офицерского звания и права возвращения в армию.
Х. Цигантесу было дозволено уехать за границу.

## С Свободными французскими силами
В ноябре 1936 года, получив разрешение, Христодулос Цигантес выехал в Румынию. Не располагаем информацией о его деятельности в Румынии, но осенью 1939 года он находился в Египте.
Когда Франция вступила во Вторую мировую войну, Цигантес, находясь в Египте, обратился к знакомому ему по Македонскому фронту Первой мировой войны французскому генералу Georges (Alphonse Joseph Georges), о возможности вступления во французскую армию. Из-за бюрократических процедур, только в мае 1940 года он получил разрешение вступить в ΧΧ Корпус французской армии в Алжире. Но было уже поздно для участия в военных действиях во Франции, поскольку Франция подписала перемирие с Германией (22 июня 1940). Однако французские части в колониях Франции в Африке вступили впоследствии в Свободные французские силы, которые воевали против сил Оси в Африке.
Цигантес не хотел оставаться в бездействии, и обратился к генералу Катру (Georges Albert Julien Catroux )  –  бывшему командующему армии во французском Индокитае. Генерал записал Цигантеса в Французский Иностранный легион, в звании капитана, и отправил связным в штаб «Свободных французских сил» в Каир.
Первые бои между британскими и итальянскими силами в Северной Африке начались в июне 1940 года, в которых французы длительное время не принимали участие. Это вынудило Цигантеса настойчиво проситься на фронт. В результате он был послан в декабре в Судан, в распоряжение генерала Paul Legentilhomme, которого Цигантес упросил послать его во французскую "Brigade d' Orient (1-я французская свободная пехотная дивизия), воевавшую в Эритрее, под командованием полковника Monclar (Raoul Magrin-Vernerey). Цигантес принял участие в взятии крепости Керен в Эритрее (27 марта 1941). Взятие Керена ознаменовало конец военных действий в Эфиопии и Цигантес вернулся в Палестину, в распоряжение «Свободных французских сил».

## Битва при Бир Хакейме
В апреле 1941 года состоялось его знакомство с полковником и впоследствии генералом Кёнигом, вместе с которым он обосновался в гарнизоне Иностранного легиона Qastina в Иерусалиме.
С января 1942 года германо-итальянские силы Роммеля вели контрнаступление против 8-й британской армии, с целью взятия Киренаики. В июле войска Роммеля встали перед Эль Аламейном (в 45 милях западнее Александрии), где были остановлены. Одной из линий обороны, которую нейтрализовал Роммель в своём продвижении, была линия западнее города Тобрук, начинавшаяся от приморского Эль Газала, и заканчивавшаяся на юге, в местности Бир Хакейм. Оборону этого южного форпоста, периметром в 16 км, приняли Французские силы, в которые входили 2 батальона Иностранного легиона, 3 батальона морских пехотинцев и 3 туземных батальона, общей численностью в 3.500 человек.
Цигантес был отправлен к майору Thoreau, для действий в тылу противника.
В ночь 26/27 мая 1942 года, 5 дивизий Роммеля обошли Бир Хакейм с юга и вышли в тыл всей оборонной линии союзников.
В течение 15 дней, окружённый французский гарнизон стойко оборонялся.
В ночь 9/10 июня, по приказу Кёнига, осаждённые стали прорываться.
Генерал Кёниг и Цигантес были среди последних защитников оставивших форт и на автомобиле прибыли к месту сбора прорвавшихся.
За мужество проявленное при обороне Бир Хакейма, французское командование наградило Цигантеса Военным крестом. Позже он получил Орден Почётного легиона, как за военную деятельность в период 1940—1942, так и за последовавшее сотрудничество с французской армией в Тунисе в феврале и марте 1943 года.
Генерал Кёниг писал о Цигантесе: «Цигантес всегда предпочитал действовать в порыве бури. Я близко познакомился с ним в пустыне Ливии и он остался моим другом, в самом полном значении этого слова. Я горжусь этим».
После Бир Хакейма Кёниг с Цигантесом отправились в Каир, где находились эмиграционное греческое правительство и командование греческой армии на Ближнем Востоке. Через несколько дней, военный министр Канеллопулос, Панайотис подписал указ 31372/17 июня 1942 года, о отзыве в армию Цигантеса и других офицеров изгнанных по политическим причинам. Одновременно с отзывом, Цигантесу задним числом было присвоено звание полковника.

## «Священный отряд»
С началом тройной, германо-итало-болгарской, оккупации Греции в апреле-мае 1941 года, греческое правительство, вместе с военно-морским флотом, обосновалось в Египте и приступило к формированию новых воинских частей на Ближнем Востоке. Вместе с правительством на Ближнем Востоке оказались около 250 офицеров армии и 500 офицеров флота и авиации:571.
Под командование эмиграционного правительства перешёл батальон добровольцев из греческого населения Египта и Палестины, готовившегося для участия в итало-греческой войне, но не успевшего принять в ней участие. Английской дипломатии удалось освободить и переправить в Египет 1300 греческих рядовых и офицеров приграничной бригады «Эврос», перешедшей в Турцию и интернированной турками (см. Линия Метаксаса). В июне правительство сформировало 1-ю бригаду, насчитывавшую 250 офицеров и 5500 рядовых:605.
Уступив инициативу в Греции коммунистам и британским спецслужбам, эмиграционное правительство продолжало организацию армии на Ближнем Востоке. Набор происходил из числа офицеров и рядовых, прибывающих из оккупированной Греции морем или через, заигрывавшую с немцами, но номинально нейтральную, Турцию и, частично, из многочисленного тогда, греческого населения Египта и Палестины.
К концу 1942 года были созданы 2 бригады, 1 полк артиллерии, отдельный пехотный батальон и «Священный отряд»:606.
Организация «Священного Отряда» была связана с тем, что число располагаемых офицеров было значительно выше необходимого для формирования частей из располагаемого рядового состава. Командующий греческих ВВС на Ближнем Востоке, подполковник Г. Александрис, предложил создать подразделение армии из офицеров, в качестве рядовых. Это предложение было одобрено командующим 2-й греческой бригады, пехотным полковником А. Бурдарасом.
В августе 1942 года, в Палестине, майор кавалерии А. Стефанакис сформировал Отряд Избранных Бессмертных (греч. Λόχος Επιλέκτων Αθανάτων), в честь Бессмертных Византии. Отряд насчитывал 200 человек и первоначально предполагалось его включение, в качестве отряда пулемётчиков, в формирующуюся тогда 2-ю бригаду.
12 сентября Цигантес, получив добро командования, посетил лагерь отряда в Кфар Иона Палестины. В необычном обращении к составу отряда, Цигантес запросил их согласие на принятие им командования, обещая, что оставит отряд вне политики. Причинами обращения были предыстория Цигантеса и его участие в мятеже 1935 года, а также накал политических страстей и назревающие события в армии Ближнего Востока. Историки оправдывают его шаг и считают, что это был успешный дипломатический манёвр. Получив согласие личного состава, Цигантес принял командование отрядом 15 сентября.
Первой акцией Цигантеса было переименование отряда в «Священный отряд» в честь древнего фиванского Священного отряда и Священного отряда Греческой революции и, с согласия командования, его преобразование в соединение спецназа.
По завершении подготовки в лагере новозеландцев в Эль Маади и в сотрудничестве с командиром британского полка Особой воздушной службы (SAS) подполковником Дэвидом Стёрлингом, отряд перешёл 1 ноября в Кабрит, Египет, для подготовки к рейдам по тылам противника.
Первая группа отряда, под командованием Г.Александриса, вместе с эскадроном SAS совершила рейд по немецким тылам в Киренаике в период 17 ноября 1942 — 27 января 1943. Вторая группа в 60 бойцов отправилась 4 декабря 1942 в рейд в район Бенгази, но операция не состоялась, поскольку второе сражение при Эль-Аламейне и продвижение союзников в Ливии сделали рейд ненужным.
27 января 1943 года, Священный отряд, вместе с группами полка S.A.S, начал рейды в Западной пустыне, по тылам отступающих германо-итальянских войск. Пленение полковника Стёрлинга и тяжёлые потери его полка стали причиной свёртывания рейдов.
После этого, по предложению Цигантеса, командующий 8-й британской армии, генерал Монтгомери, Бернард Лоу, передал «Священный отряд» под командование генерала Леклерка во 2-ю бронетанковую дивизию свободных французов, в роли лёгкой механизированной кавалерии.

## В Тунисе
10 марта 1943 года, в районе Ksar-Rillan (Тунис), «Священный отряд» дал бой против немецкого механизированного соединения, прикрывая наступление 10-го британского корпуса, который пытался обойти линию обороны Mareth с юга.
Сразу после этого, союзники взяли тунисский город Габес.
После взятия Габеса (29 марта), «Священный отряд» был переведен из подчинения генерала Леклерка и был придан 2-й новозеландской дивизии. 6 апреля «Отряд» принял участие в бою по преодолению оборонной линии Вади Акарит. Продолжая задачу прикрытия наступления союзников в прибрежном секторе, 12 апреля «Священный отряд» вступил в Сусс, и принял участие в сражении за Enfidaville между 13 и 17 апреля.

## Переподготовка «Отряда» и новые задачи
.
17 апреля «Отряду» было приказано вернуться в Египет.
С мая по октябрь 1943 года, «Отряд», насчитывающий 314 человек, проходил в Палестине подготовку парашютистов и морского десанта. Целью было участие в десантных операциях союзников в Эгейском море.
Отряд, в новом своём составе, был разбит на группы командования, базы и рейдов Ι, Π, III.

## Десант на Самос
.
Через 2 месяца после капитуляции Италии (9 сентября 1943), союзниками была предпринята Додеканесская операция. Англичане, заигрывая с турками, сохранявшими нейтралитет, и учитывая их претензии на греческие острова, не решались использовать греческие части в операции. Ход операции и настойчивость Цигантеса вынудили англичан, с опозданием, использовать «Отряд» в десанте на остров Самос, двумя группами. Первая была выброшена на парашютах, вторая была высажена с кораблей (30 октября-1 ноября 1943).
С группой 200 бойцов, высадившихся с воздуха, которой командовал подполковник Каллинскис, Андреас, совершил свой первый прыжок, не имевший никакой подготовки, Цигантес.
С 1 по 15 ноября ставка «Отряда» в селе Митилиньи стала центром обороны острова, против высадки немцев. В обороне приняли участие итальянская дивизия «Кунео», 1200 греческих партизан Народно-освободительной армии Греции и 700 англичан. После неудачной попытки англичан «вскрыть Эгейское море» до Чёрного моря и после того как турки, убедившись в том, что немцы сильны по-прежнему, отказались вступить в войну, союзники оставили острова Додеканес и Самос. При этом, Цигантес организовал 17-18 ноября эвакуацию с острова, на каиках, в Турцию, 12.000 островитян, 8.000 итальянских солдат и 800 греческих партизан. «Священный отряд» вернулся в Палестину.

## В Эгейском море
«Отряд» до января 1944 года провёл переподготовку для проведения рейдов в Эгейском море, в сотрудничестве с британским и греческими флотами.
В феврале 1944 года «Отряд» перешёл под командование британских «Raiding Forces» бригадира Turnbull.
Это был период нововведения полка SAS и эскадрона майора Jellicoe (George Jellicoe, 2nd Earl Jellicoe), в частности. Этот эскадрон стал диверсионным, получив имя Особая лодочная служба (SBS). С окончанием войны в Африке, SAS был разделён на 2 ветви. Эскадрон специальных рейдов (Special Raiding Squadron) действовал в центральном Средиземноморье, до превращения его в воздушно-десантное соединение, в то время как SBS действовал в Эгейском море, вместе с «Священным отрядом», до конца войны
7 февраля группа Ι «Отряда» отправилась в рейд на острова Северного Эгейского моря (Самос, Псара, Лесбос, Хиос и т. д.). Группа ΙΙ обосновалась в архипелаге Додеканес. Между тем, в апреле, приказом Военного министерства, «Отряд» был развёрнут в полк и его состав был доведен до 1000 бойцов.
После освобождения континентальной Греции (октябрь 1944), «Отряд» продолжил, до начала мая 1945 года, операции против изолированных немецких гарнизонов на островах.
В течение 16 месяцев (февраль 1944-май 1945), «Отряд» произвёл 27 больших и 207 малых рейдов на островах, взяв в плен сотни пленных.
В этот же период, 29 октября 1944 года, Военное министерство назначило Цигантеса, остававшегося командиром «Отряда», Военным губернатором островов Эгейского моря.

## Расформирование Отряда
Сдав освобождённые острова соединениям национальной гвардии и, согласно приказу союзного командования, в мае «Отряд» стал готовиться к демобилизации.
24 июня «Отряд» был переброшен морем в Александрию.
5 июля состоялся парад «Отряда» перед наследным принцем Павлом и командующим союзными силами Ближнего Востока генералом Bernard Paget. Сдав тяжёлое оружие в Каире и оставив там греков Египта и Судан, остальной состав «Отряда» был отправлен в Пирей.
7 августа, в ходе церемонии на Марсовом поле, знамя «Отряда» было награждено Военным крестом первой степени. После парада знамя было передано на хранение в Военное училище эвэлпидов. Официально это был последний день существования «Οтряда».

## Во главе военной миссии на Додеканесе
8 мая 1945 года был подписан протокол сдачи немецкого гарнизона Додеканеса.
Правление островами приняла «Британская миссия Додеканеса», до того как Мирная конференция определит статус, находившихся под итальянским контролем, территорий.
Греческое правительство, с согласия британского, послало на Додеканес в сентябре Военную миссию, для решения возникающих проблем с греческим населением островов. Миссию возглавил Цигантес, с несколькими офицерами «Отряда», проявив дипломатические способности в этот переходный для островов период.
В этот же период (25 ноября 1946) Цигантес получил звание бригадного генерала.
С подписанием Мира между Грецией и Италией (декабрь 1946) и эвакуацией британских войск с островов (февраль 1947) и передачи власти Греческой миссии, «ожидалось, что первым Военным комендантом Додеканеса станет Цигантес». Однако, 4 апреля, Цигантес был отозван и почётный титул первого коменданта принял отставной адмирал Иоаннидис, Периклис.
К.Папагеоргопулос усматривает в этом решении «политические или, скорее всего, партийные причины», поскольку Цигантес, ещё с эпохи когда он был курсантом, оставался сторонником Партии либералов.

## Отставка
По возвращении в Афины, Цигантес принял обязанности военного секретаря «при премьер-министре» Софулисе.
В мае 1947 года, Цигантес был назначен, вместе с генералом В.Кецеасом в состав греческой делегации в Нюрнберг, на Последующие Нюрнбергские процессы. Его пребывание там было кратковременным, после того как, по настоянию союзников, генералы Цигантес и Кецеас были заменены полковниками.
Цигантес вернулся к своим обязанностям в кабинете премьер-министра. 12 сентября, он был назначен командиром 76-й пехотной бригады (Эпир), но не принял назначения, поскольку командиром дивизии был назначен также бригадир, но моложе его.
25 ноября, заместитель начальника Генштаба, генерал-майор Цакалотос, Трасивулос, предложил присвоить Цигантесу звание генерал-майора. Одновременно Цигантес получил назначение на пост коменданта острова Эвбея.
Оценив обстановку в политическом и военном руководстве армии, Цигантес, через 3 месяца, подал в отставку, невзирая на предложенное повышение в звании.
То как поспешно была принята его отставка, историки считают подтверждением его оценок. Отставка 51-летнего Цигантеса была принята королевским указом 1 мая 1948 года, с присвоением ему звания генерал-майора.

## Журналистика
Отношения с армией Цигантес продолжал поддерживать, уже в качестве военного корреспондента, с полей боёв гражданской войны. (до августа 1949). Он продолжил журналистику, в качестве корреспондента и комментатора газет «Элефтерия» (Свобода), «Этнос» (Нация) и «Неа» (Новости), несмотря на свою близорукость. Цигантес опубликовал ряд работ, среди которых были: «История Священного отряда 1942—1945», а также Историю курса 1916 года Училища эвелпидов, выпускником которого он был.
На парламентских выборах 1950, 1956 и 1958 годов Цигантес баллотировался в качестве кандидата от Либеральной партии, но без успеха.
Цигантес был назначен Генеральным директором Национального радиовещания, но был отстранён от должности с установлением военной диктатуры в 1967 году.
Будучи последовательным республиканцем, Цигантес не признал режим «чёрных полковников», но продолжал оставаться в стране.

## Болезнь и смерть
В 1970 году, 73-летний Цигантес заболел раком и отправился на лечение в Англию. В течение всего периода своей борьбы с болезнью, Цигантес находил поддержку в лице своего друга и товарища по оружию, Лорда Jellicoe (George Jellicoe, 2nd Earl Jellicoe).
Непрерывный интерес о ходе его болезни проявляли британские и французские офицеры, соратники Цигантеса в годы Второй мировой войны.
Перед смертью Цигантес высказал Лорду Джеллико своё последнее пожелание — кремация его трупа и захоронение праха в Англии, до тех пор, пока в Греции не будет восстановлена Демократия.
Генерал Цигантес умер в Лондоне 12 декабря 1970 года.
Лорд Джеллико исполнил его последнее пожелание. Урна с прахом генерала была захоронена в маленьком семейном кладбище Джеллико, возле дома последнего в тихом месте на дюнах графства «Wiltshire Downs».
Узнав о смерти Цигантеса, его французские друзья и соратники попросили у православного греческого митрополита Франции, Мелетия, провести в греческой православной церкви Парижа траурную церемонию, в ходе которой ими были отданы почести офицеру, который воевал вместе с ними на Македонском фронте (1916—1918) и в Африке (1940—1943).

## Перезахоронение
Через 3 года после восстановления демократии в Греции, в августе 1977 года, 80 лет после рождения Цигантеса и 35 после образования «Священного отряда», Министерство обороны Греции, при поддержке МИД, приняло решение о презахоронении праха Цигантеса в Греции.
Были согласованы детали с посольствами Великобритании и Франции, правительства которых выразили желание принять участие в церемониях и почтить память генерала Цигантеса.
Для участия в церемониях был отправлен почётный караул 30 эвзонов Президентской гвардии.

## Церемониал в Англии
12 сентября 1977 года урна с прахом генерала была вывезена с «Wiltshire Downs» и помещена, сопровождаемая греческим почётным караулом, перед иконостасом православного кафедрального храма Святой Софии в Лондоне. Траурная церемония завершилась речью друга и соратника Цигантеса, Лорда Джеллико, который, описывая многогранную личность генерала, сказал: «Цигантес был самым храбрым мужем из всех, кого я знал до сих пор… Какие ещё качества присущи этой превосходной и захватывающей личности? Мужество и терпение в достижении своей цели… со стальной волей…хотя он был настойчивым, он был прежде всего благородным, с характерной чуткостью…. Совсем не удивительно, что при таких добродетелях, этот значительный человек имел непреодолимые качества лидера. Но прежде всего, он был патриотом страстно любящим своё Отечество…».
«Считаю даром своей жизни тот факт, что этот муж, чью память мы чтим, считал меня своим другом, также как считал многих из вас.»
На военном аэродроме Лондона, перед урной с прахом генерала, состоялся парад британского и греческого почётного караула. После чего греческая делегация сопровождавшая урну с прахом генерала и почётный караул эвзонов вылетели на военно-транспортном Lockheed C-130 Hercules греческих ВВС в Париж.

## Церемониал в Париже
В Париже церемониал был проведен на следующий день, в здании Пантеона ветеранов. Более 150 лет здесь отдавали последние почести французским командующим. Это была высокая честь для покойного греческого офицера, но французы считали Цигантеса своим офицером, воевавшим с ними на Македонском фронте (1916—1918), и главное с их"Свободными силами" рядом с генералами Кёнингом и Леклерком, «в самыё тёмные для них годы войны» (1941—1943). Кроме официальных делегаций двух стран, ветеранов и офицеров французской армии отдававших честь покойному генералу, у урны были установлены боевые знамёна «Свободных французских сил», воевавших в Африке.
В тот же день греческая делегация, сопровождая урну с прахом генерала, вылетела в Афины.

## Церемониал в Афинах
Перезахоронение праха генерала завершилось 14 сентября 1977 года траурной церемонией и установлением урны генерала в семейном склепе его брата, подполковника Иоанниса Цигантеса, на первом кладбище Афин.
Во время церемонии, генерал К.Папагеоргопулос дал обещание, что на это место урна установлена «временно, пока прах окончательно не будет установлен на упокоение в Мавзолее, внутри Памятника Священного отряда, который вскоре будет построен». Обещание, данное от имени всех ветеранов «Отряда» было исполнено через 4 года.

## Мемориал на Марсовом поле
.
.
Усилиями, созданного генштабом в 1977 году, «Комитета воздвижения Памятника Священному отряду», мраморный памятник был воздвигнут на Марсовом поле, недалеко от памятников героев Греческой революции и последующих войн Греции.
В мраморном основании памятника была предусмотрена ниша для урны с прахом командира «Отряда», Официальное открытие памятника и установка урны с прахом генерала Цигантеса в основание памятника состоялись 10 сентября 1981 года.

## Награды Отряда и Х.Цигантеса
За боевые действия на полях боёв Северной Африки и Эгейского моря бойцы Священного отряда были награждёны множеством греческих и союзных орденов имедалей. Их командир Х.Цигантес одним из трёх греческих офицеров на Ближнем Востоке получил Орден Спасителя (двумя другими были командиры Ι-й и ΙΙΙ-й пехотных бригад полковники Кацотас, Павсаниас и Цакалотос, Трасивулос).
Своей боевой деятельностью в период 1942—1945, Священный отряд также как Ι-я бригада во Втором сражении при Эль-Аламейне и 3-я Греческая горная бригада в Италии (Сражение при Римини) отмечен в истории греческой армии в годы Второй мировой войны сразу после греческих побед в греко-итальянской войне 1940 года, героической обороны Линии Метаксаса в апреле 1941 года и Обороны Крита в мае 1941 года.
В знак признания вклада в борьбу Греции в годы Второй мировой войны Священному Отряду был вручён почётный Боевой флаг королевским указом от 22 июня 1945 года.

## Ордена генерала Цигантеса

### Греческие
- Орден Спасителя — рыцарь серебряного креста
- Орден Спасителя — командор
- Королевский орден Георга I -командор (с мечами)
- Орден Феникса (Греция)- командор (с мечами)

### Иностранные
- Военный крест (Франция).
- Орден Почётного легиона
- Орден «За выдающиеся заслуги»
- Орден Короны (Бельгия) -командор
- Орден Белого орла (Сербия) (без мечей)

## Греческие
- Золотая медаль за мужество (1921)
- Военный крест 3-й степени (дважды) 1917 и 1918
- Медаль исключительных деяний.
- Медаль военного достоинства 3-й степени

## Иностранные
- Военный крест (Франция) (дивизии) 1918
- Военный крест (Франция) (корпуса армии) 1918
- Военный крест (Франция) 1939
- Бельгийский военный крест 1920
- Сербская Золотая медаль за храбрость (1919)
- Французская колониальная медаль
- Межсоюзническая Медаль Победы (Первая мировая война)
- Памятная медаль 1941—1945